# XCOM 2
XCOM 2 — покрокова тактична відеогра з рольовими елементами, розроблена Firaxis Games і видана 2K Games 5 лютого 2016 року для Windows, macOS, Linux. Версія для Playstation 4 вийшла 27 вересня 2016 року, а для Xbox One — 30 вересня. Для Nintendo Switch гра очікується 29 травня 2020 року.
XCOM 2 продовжує події XCOM: Enemy Unknown (2012), її події відбуваються через 20 років, коли інопланетяни під виглядом протекторату захопили Землю. Група повстанців, очолювана учасниками організації XCOM, бореться проти їхньої влади.

## Ігровий процес

Загін XCOM у бою

### Однокористувацька гра
Ігровий процес XCOM 2 розвиває основи першої частини. Гравець керує повстанською організацією XCOM, виконуючи завдання в різних регіонах планети. Базою XCOM слугує колишній космічний корабель прибульців під назвою «Месник». На базі здійснюється планування військових дій, вивчення та виробництво нових технологій, і спорядження загону бійців. Ці бійці потім відряджаються на завдання, від успіху яких залежить просування за сюжетом.
Борт «Месника» зображається у розрізі, де показано різні відділи. Там розташовані місток, лабораторія, майстерня, зброярня, каюта персоналу, бар/меморіал і каюта командира. На містку організовуються вильоти в різні регіони планети й надається інформація про останні події. В лабораторії під керівництвом доктора Річарда Тігана розробляються нові види зброї та спорядження. Розробка вимагає матеріалів і вчених. У майстерні, котрою керує Лілі Шен, ці зброя та спорядження замовляються і за якийсь час виготовляються, якщо є достатньо матеріалів та інженерів. Зброярня дає змогу озброїти наявних бійців на свій розсуд і налаштувати їхній вигляд, а також найняти рекрутів чи розвинути вміння своїх солдатів. У каюті можна переглянути список усього персоналу та розподілити його на різні роботи. В барі перебувають незайняті особи, а крім того міститься меморіал зі списком загиблих солдатів. У каюті командира отримується детальна інформація про поточні завдання, архіви подій, і щомісячні звіти. Відділи «Месника» можуть доповнюватися розчищеними кімнатами, що розширює їхні функції.
Успіхи в грі залежать від наявності ресурсів. Загальним ресурсом є провіант, потрібний для більшості замовлень, розробок і найму персоналу. Сплави та екзотичний елемент елерій важливі для виготовлення складних технологій, а за розвіддані можна придбати допомогу на чорному ринку або встановити контакти з іншими групами повстанців. Лише встановивши контакт у регіоні, отримується доступ до тамтешніх завдань.
Бої, як і в попередній грі, відбуваються покроково. На кожну операцію гравець може брати до 6-и бійців, які поділяються на 5 класів (в оригінальній грі): рейнджер, гринадер, спеціаліст, снайпер і псі-оперативник. Рейнджер користується рушницями чи дробовиками, а крім того може завдавати особливо сильних ударів зброєю ближнього бою. Гринадер має міцну броню, користується важкою зброєю на кшталт гранатометів, і може закладати вибухівку. Спеціаліст здатний лікувати союзників, посилювати їх і знімати негативні ефекти. Снайпер користується снайперською рушницею і пістолетом, здатний стріляти різними набоями. Псі-оперативник озброєний рушницею, але головне його призначення — на відстані впливати на ворогів: телепатично атакувати, дезорієнтовувати, тимчасово брати під контроль. Поле бою являє собою території, поділені на клітинки та рівні, за якими ведеться обрахунок дальності руху й пострілів. У свій крок боєць може переміститися на певну відстань, атакувати чи виконати інші спеціальні дії, такі як лікування або перезарядка зброї, але зазвичай не більше 2-х за крок. Кожна атака має шанс невдачі (промах) і критичного влучання. Будучи оточеним ворогами або в разі різкої зміни обстановки, боєць може запанікувати і тимчасово вийти з-під контролю гравця. Для перемоги гравець повинен виконати мету місії, що може полягати в знищенні всіх ворогів або захопленні/обороні/знищенні вказаного об'єкта чи порятунку певних осіб. Одним з нововведень XCOM 2 стали випадково генеровані рівні. Тому ті самі місця для різних гравців, або при повторній висадці в них, виглядатимуть інакше.
Бійці, що знищили багатьох ворогів, отримують підвищення в званні та нові можливості. Поранені мусять впродовж кількох днів лікуватися перш, ніж повернутися у стрій. Трупи прибульців і їхні технології, що лишилися після бою, автоматично вирушають на базу. Там їх можна використати для досліджень або виготовлення зброї та спорядження. Час на виконання всіх завдань обмежений, якщо гравець не впорається з ними вчасно, інопланетяни здобудуть остаточно перемогу. Проте цей термін можна подовжити в разі багатьох успіхів.
Гра має широкі можливості з модингу за допомогою Unreal Engine SDK. Завдяки цьому користувачі майстерні Steam зможуть створювати нові кампанії, класи солдатів і типи ворогів.

### Багатокористувацька гра
Подібно до XCOM: Enemy Unknown, в XCOM 2 двоє гравців можуть змагатися між собою по мережі, керуючи загонами повстанців, прибульців, або змішаними загонами з 6 бійців. Кожен вид бійців має свою ціну в очках, для обох протиборчих загонів загальна кількість очок однакова. На кожен крок відводиться обмежений час. Можлива рейтингова гра (результати вносяться до рейтингової онлайн-таблиці, відбувається на випадковій карті з фіксованими параметрами), швидка гра (змагання без наслідків) і налаштовувана (обирається публічна або приватна гра, кількість очок, тривалість кроку і карта).

## Сюжет
Події XCOM 2 відбуваються в 2035 році, через 20 років після подій XCOM: Enemy Unknown і її доповнення XCOM: Enemy Within. Організації XCOM не вдалося завадити прибульцям з космосу захопити планету. Після низки сутичок, інопланетяни завдяки своїм військам і диверсантам з числа людей нейтралізували більшість опору та нав'язали протекторат. Великі території стали занедбаними, натомість у високотехнологічних містах співіснують люди та різні види прибульців під наглядом маріонеткового уряду ADVENT. Інопланетяни припинили війни між країнами та обіцяють генетичне вдосконалення людства, під яким криється перетворення на чергову касту їхнього суспільства. В той же час поза містами діють групи повстанців, які прагнуть звільнити людство та очистити планету від загарбників.
Під час диверсійної операції група повстанців відволікає солдатів ADVENT і проникає до генної клініки, де згідно вказівки невідомого благодійника містяться таємні відомості. Вбивши одного з солдатів, повстанці виявляють, що це насправді не люди-добровольці, як запевняє пропаганда, а гібриди. В клініці розташована капсула з непритомною людиною у скафандрі. Офіцер Бредфорд, забравши її, відступає на свою базу «Месник», розташовану в Індії на борту покинутого вантажного корабля прибульців.
У скафандрі виявляється командир XCOM, 20 років тому захоплений прибульцями та занурений у віртуальну реальність. Як з'ясовується, його тактичне мислення забезпечувало успіхи ADVENT. Вчений Річард Тайган видаляє з мозку командира імлантат, що отямлює його. Бредфорд доручає командиру керувати наступними операціями. Першим завданням стає захопити для інженера Лілі Шен, дочки покійного Реймонда Шена, конвертер енергії, відбитий іншою групою повстанців. Коли його вдається доставити на борт, це дозволяє підняти «Месник» у повітря та вільно подорожувати над планетою.
«Месник» встановлює контакт з декількома осередками повстанців у Африці та отримує від них підмогу. До командира звертається один з керівників колишньої XCOM, який входить до ADVENT, але таємно допомагає повстанцям. Він повідомляє, що це він вказав на розташування командира, і розповідає про таємничі зникнення людей в усьому світі. Дослідження імпланта командира розкриває існування проєкту «Аватар». Для з'ясування його деталей відновлена XCOM розшукує та обстежує декілька баз ADVENT. Тим часом викрадення дедалі частішають і повстанці вираховують, що завершення проєкту вже недалеко. Відтермінувати його вдається завдяки диверсіям на склади, конвої та загони загарбників. Поступово до повстанців приєднуються інші групи в Америці, Європі, Азії та Австралії, забезпечуючи ресурсами, спеціалістами та новобранцями.
Знищивши робота-оперативника прибульців, «Кодекса», повстанці розробляють на основі його останків пристрій для підключення до інформаційної мережі загарбників. Це відкриває місце розташування таємної бази, куди звозять викрадених людей. Після нападу туди, повстанці захоплюють капсулу з відомостями. Тайган і Шен дізнаються з неї, що лідери ADVENT, знані як Старійшини, потерпають від деградації своїх тіл. Аби уникнути вимирання, Старійшини розпочали проєкт «Аватар» з перетворення людей на нових істот, у яких Старійшини переселять свою свідомість. Повстанці відстежують штаб Старійшин на підводній базі в Тихому океані. Аби потрапити туди, вони захоплюють міжпросторовий портал. Через це втручання ADVENT пришвидшує виконання проєкту, видаючи перетворення людей на «аватарів» за дар від Старійшин, що позбавить людей від усіх хвороб. Ворогам вдається збити «Месник» і тоді на оборону вирушають усі наявні бійці (в тому числі поранені).
Таємний союзник дає вказівку захопити комунікаційну мережу ADVENT. XCOM зламує мережу, заславши загін до телевежі, і транслює докази злочинів ADVENT по всьому світі. Всюди починаються бунти проти ADVENT і їхніх Старійшин. Бредфорд організовує штурм штабу Старійшин, але для проходження туди крізь портал потрібен носій ДНК Старійшин.
Командир знову одягає скафандр, за допомогою котрого бере під контроль одного з «аватарів» і проходить разом з обраними ветеранами крізь портал. Не в змозі протистояти силі власного творіння, Старійшини пропонують командиру приєднатися до них, аби дати відсіч іще більшій загрозі. Командир ігнорує Старійшин і знищує всіх уже зайнятих ними «аватарів», що спричиняє руйнування бази. «Аватар» під прямим командуванням командира залишається, щоб прикрити відступ решти загону.
Після цього командир отямлюється у власному тілі і дізнається, що без Старійшин ADVENT не може придушити бунти. Ряди повстанців зростають і захоплюють владу. Тим часом на дні океану, під штабом Старійшин, з'являється таємниче світло, натякаючи, що нова загроза наближається.

## Доповнення
XCOM 2: War of the Chosen — видане 29 серпня 2017 року для Windows і 12 вересня 2017 для Xbox One та PlayStation 4. Додає три фракції повстанців і трьох героїв ADVENT, що регулярно намагаються їм завадити, і нові види рядових ворогів. Між бійцями в доповненні можуть виникати тривалі прив'язаності, що надає бонуси, коли вони борються в одній команді. На борту «Месника» стали доступні нові відділи та дослідження. Додалися нові умови старту гри, що надають переваги та виклики.
Фракція «Женці» покладаються на приховування та диверсії, «Поборники» — це фракція «бракованих» солдатів ADVENT, що повстала проти свого командування. «Храмівники» ж складаються з телепатів, які відкололися від XCOM. Кожна фракція має рівень довіри до XCOM і якщо виконувати її завдання, надає своїх бійців.
Герої ADVENT, звані Обраними, є не тільки сильними ворогами самі по собі. Якщо вбити Обраного, він відродиться на своїй базі і тільки знищивши базу його можна позбутися назавжди. Обрана Асасин атакує приховано з допомогою снайперської рушниці, та дезорієнтує бійців. Чорнокнижник — потужний телепат, здатний до того ж прикликати підкріплення. Мисливець — покладається на стрілецьку зброю та пастки. Обрані здатні викрадати бійців і повернути їх можна тільки в ході спеціальних рятувальних місій.
Також у доповненні з'явився режим фото, що дозволяє редагувати знімки екрана у вигляді пропагандистських постерів.

## Модифікації
Як і для XCOM 2012 року, незалежною студією Pavonis Interactive було видано модифікацію Long War 2, що розширює та ускладнює ігровий процес. Кампанія з нею налічує 100—120 місій, можна виконувати кілька завдань одночасно. Додано керування різними сховками повстанців і розподіл їхніх ресурсів з персоналом. З'явилися додаткові класи бійців і зброя: лазерна та електромагнітна. Крім того було додано більше видів ворогів з удосконаленим штучним інтелектом і стратегію для ADVENT, що підлаштовується під дії гравця.

## Оцінки й відгуки
| Агрегатор  | Оцінка                                 |
| ---------- | -------------------------------------- |
| Metacritic | (PC) 88/100 (PS4) 88/100 (XONE) 87/100 |

| Видання        | Оцінка           |
| -------------- | ---------------- |
| Destructoid    | 7/10             |
| Eurogamer      | Essential        |
| Game Informer  | 9.5/10           |
| GameSpot       | 9/10             |
| GamesRadar+    | (PC) · (Console) |
| Giant Bomb     | [ 19 ]           |
| IGN            | 9.3/10           |
| PC Gamer (США) | 94/100           |
| Polygon        | 8/10             |

XCOM 2 здобула загальне визнання, зібравши на агрегаторі Metacritic середню оцінку для ПК версій 91/100, для PlayStation 4 — 88/100, для Xbox One — 87/100.
GameSpot особливо виділили, що гра має виразні стратегічний і тактичний рівні: «Ми мислимо в XCOM 2 на різних щаблях, балансуючи між кріслом командира, лабораторного вченого і сержантським поглядом». Різноманітність рішень роблять кожну гру особливою, до тонко налаштовуваних солдатів виникає прив'язаність, а поразки мають суттєві наслідки. Разом з тим вороги часом діють зовсім недоцільно, а також нарікання викликали гальмування під час відеовставок.
На думку IGN, головними перевагами XCOM 2 є непередбачувані бої, взаємодоповнення здібностей солдатів, світ гри, що зображає занепад і розпач, які належить подолати, та виразний дизайн прибульців. Однак, згадувались і численні помилки, що трапляються в боях. Загалом гра визнавалася динамічнішою та придатнішою для повторного проходження, ніж попередня XCOM.
The Guardian підкреслили, що в цій грі належить керувати повстанцями, а не елітними військами, що добре передано ігровими умовностями. Так, більшість боїв солдати починають у прихованому стані, що дозволяє влаштувати засідки, а ресурсів постійно бракує. До того ж, час обмежений, що змушує приділяти розвитку бази не менше уваги, ніж боям, жертвуючи однією можливістю задля іншої, нагальнішої. «XCOM 2 — прекрасний приклад того, як повинні працювати продовження ігор: вона бере чудовий оригінал, виправляє та згладжує проблеми, а також іде ва-банк у несподіваних місцях».